# Yasmin Santos
Yasmin dos Santos de Jesus (Guarujá, 10 de enero de 1998) es una cantante y compositora brasileña.

## Carrera
Nacida en Guarujá, comenzó su carrera tocando en bares de su región. Con la aceptación, pasó a abrir espectáculos más importantes, para Henrique y Juliano, Simone y Simaria y Raça Negra. También se hizo famosa por el timbre de su voz, idéntico al de la cantante Marília Mendonça. Siendo considerada por Deezer como una de las nuevas promesas del universo de la música sertaneja, en junio de 2018 lanzó su primer sencillo, Saudade Nivel Hard, tema que se ubicó entre los 10 más reproducidos en radio y música en streaming. En julio, agosto y septiembre, la cantante lanzó 3 EPS con 3 temas nuevos cada uno titulados Yasmin Santos, EP1, EP2 y EP3. En octubre lanzó el sencillo Pronta Para Trair, otro tema exitoso, que se ubicó en el Top 5 del ranking de las canciones más reproducidas en radio y música streaming en Brasil.
En marzo de 2019 firmó un contrato con el sello discográfico Sony Music. Aún en marzo, lanzó el álbum con 10 nuevos temas llamado Yasmin Santos – Esquenta do DVD. El 17 de abril recibió una placa conmemorativa de 172 millones de reproducciones y descargas digitales de manos del presidente de su discográfica, Paulo Junqueira. Además, también recibió una placa de doble platino por el sencillo Saudade Nivel Hard y una placa de oro por el sencillo Pronta Para Trair. El mismo día grabó el primer DVD de su carrera, titulado Yasmin Santos – Ao Vivo em São Paulo, que contó con la participación de la cantante Marília Mendonça, los cantantes Wesley Safadão, Gustavo Mioto y el dúo Maiara y Maraisa.
En noviembre de 2022, lanzó el DVD Ao Vivo em Goiânia, grabado en la capital de Goiás, con la participación de Bruno y Marrone y Hugo y Guilherme.

## Vida personal
En 2022, Yasmin informó estar en una relación con la tiktoker Ana Sprout. Anteriormente, la cantante había estado en una relación de tres años con otra mujer.

## Discografía[15]

### Álbumes de estudio
| Álbum                           | Detalles                         | Formatos               | Discográfica |
| ------------------------------- | -------------------------------- | ---------------------- | ------------ |
| Yasmin Santos – Esquenta do DVD | Lanzamiento: 18 de marzo de 2019 | CD, Descarga de música | Sony Music   |

### Extended plays(EP)
| Álbum                       | Detalles                                                                                          |
| --------------------------- | ------------------------------------------------------------------------------------------------- |
| Yasmin Santos, EP1          | - Lanzamiento: 13 de julio de 2018 - Formatos: Descarga de música - Discográfica: Sony Music      |
| Yasmin Santos, EP2          | - Lanzamiento: 17 de agosto de 2018 - Formatos: Descarga de música - Discográfica: Sony Music     |
| Yasmin Santos, EP3          | - Lanzamiento: 21 de septiembre de 2018 - Formatos: Descarga de música - Discográfica: Sony Music |
| Ao Vivo em São Paulo - EP 1 | - Lanzamiento: 17 de mayo de 2019 - Formatos: Descarga de música - Discográfica: Sony Music       |
| Ao Vivo em São Paulo - EP 2 | - Lanzamiento: 28 de junio de 2019 - Formatos: Descarga de música - Discográfica: Sony Music      |
| Ao Vivo em São Paulo - EP 3 | - Lanzamiento: 9 de agosto de 2019 - Formatos: Descarga de música - Discográfica: Sony Music      |
| Ao Vivo em São Paulo - EP 4 | - Lanzamiento: 8 de noviembre de 2019 - Formatos: Descarga de música - Discográfica: Sony Music   |

### Sencillos

#### Como artista principal
| Título                                                                                        | Año  | Mejor posición         | Certificaciones          | Álbum                |
| Título                                                                                        | Año  | Brasil Hot 100 Airplay | Certificaciones          | Álbum                |
| --------------------------------------------------------------------------------------------- | ---- | ---------------------- | ------------------------ | -------------------- |
| Saudade Nível Hard                                                                            | 2018 | 14                     | - Certificación: Platino | Ao Vivo em São Paulo |
| Pronta Pra Trair                                                                              | 2018 | 2                      | - Certificación: Oro     | Ao Vivo em São Paulo |
| Sofro Onde Eu Quiser                                                                          | 2019 | 8                      |                          | Ao Vivo em São Paulo |
| Para, Pensa e Volta (feat. Marília Mendonça)                                                  | 2019 | 3                      |                          | Ao Vivo em São Paulo |
| Saudade em Gotas (feat. Wesley Safadão)                                                       | 2020 | 3                      |                          | Ao Vivo em São Paulo |
| Dói Saber (feat. Hugo y Guilherme)                                                            | 2023 | 2                      |                          |                      |
| Principalmente pessoas (feat. Diego y Victor Hugo)                                            | 2023 | 1                      |                          |                      |
| "—" denota sencillos que no entraron en las listas musicales o no fueron lanzados en el país. |      |                        |                          |                      |

#### Sencillos promocionales
| Título            | Año  | Álbum |
| ----------------- | ---- | ----- |
| O Galinha de Hoje | 2019 |       |
| "Evidências"      | 2019 |       |

## Premios y nominaciones
| Año  | Premio                   | Categoría          | Nominación    | Resultado |
| ---- | ------------------------ | ------------------ | ------------- | --------- |
| 2018 | "Prêmio Contigoǃ Online" | Revelación musical | Yasmin Santos | Nominada  |
| 2020 | "Troféu Internet"        | Revelación del año | Yasmin Santos |           |